# Altheim (powiat Alb-Donau)
Altheim – miejscowość i gmina w Niemczech, w kraju związkowym Badenia-Wirtembergia, w rejencji Tybinga, w regionie Donau-Iller, w powiecie Alb-Donau, wchodzi w skład wspólnoty administracyjnej Allmendingen. Leży w Górnej Szwabii, ok. 18 km na południowy zachód od Ulm.